# Manon (motorfiets)
Manon is een historisch Frans merk van motorfietsen. De fabrikant was Ets. Manon te Courbevoie, die vanaf 1903 motorfietsen uit versterkte fietsframes en een 1½ pk-motor samenstelde. Tussen 1906 en 1910 werd de productie al beëindigd.